# Teobaldo II de Lorena
Teobaldo II (en francés, Thiébaud o Thiébaut; 1263 – 13 de mayo de 1312) fue el duque de Lorena desde 1303 hasta su muerte. Era hijo y sucesor de Federico III y Margarita, hija del rey Teobaldo I de Navarra.
En 1298, intervino en la batalla de Göllheim, cerca de Espira, en la que el rey de Alemania, Adolfo, murió combatiendo con su rival, Alberto de Habsburgo. Teobaldo estaba del lado de Alberto, a pesar de la historia de apoyo a los emperadores legítimos (lo que Adolfo aspiraba a ser) en la historia de su familia.
En 1302, estuvo en guerra ayudando al rey de Francia, Felipe IV, quien se casó con su prima Juana I de Navarra. Estuvo en la batalla de Courtrai en Kortrijk, donde los flamencos derrotaron a la caballería francesa bajo Roberto II de Artois. Estuvo presente también en la batalla de Mons-en-Pévèle en 1304, donde el rey francés personalmente guio al ejército en una batalla menos decisiva. Él, junto con Juan II de Brabante y Amadeo V de Saboya, fue enviado a negociar la paz con Flandes.
En 1305, estaba en Lyon, en la coronación del papa Clemente V. Cuando Clemente impuso un impuesto al clero, un diezmo, encargó recolectarlo al duque, y Teobaldo lo cumplió con éxito, aunque tuvo que enfrentarse a la oposición de Renaud de Bar, obispo de Metz.

## Familia
Se casó en 1278 con Isabel (1263–1326), señora de Rumigny, hija de Hugo, señor de Rumigny, y Filipina de Beveren.  Tuvieron:
- Federico (1282 - 1329), su sucesor en Lorena
- Mateo (m. h. 1330), señor de Darney, Boves, Blainville, y Florennes
- Hugo, su sucesor en Rumigny, Martigny, y Aubenton
- María, casada con (1324) Guy de Châtillon (m. 1362), señor de La Fère-en-Tardenois
- Margarita (m. 1348), se casó (h. 1311) con Guy de Dampierre, conde de Zelanda (m. 1311), se volvió a casar con Luis IV conde de Looz y de Chiny (m.1336).
- Isabel (m. 1353), se casó con Erardo de Bar (m. 1337), señor de Pierrepont
- Filipina, monja

| Predecesor: Federico III | Duque de Lorena 1303 - 1312 | Sucesor: Federico IV |

- Datos: Q571525
- Multimedia: Theobald II of Lorraine / Q571525